# أرغوس أوريستيكو
أرغوس أوريستيكون (Άργος Ορεστικόν) هي مدينة في كاستوريا في مقاطعة فوريا إلادا في اليونان.
يبلغ عدد سكانها حوالي 8193 نسمة.

## أعلام
- توما كاراجيو